# Calymmaria persica
Calymmaria persica là một loài nhện trong họ Hahniidae.
Loài này thuộc chi Calymmaria. Calymmaria persica được Nicholas Marcellus Hentz miêu tả năm 1847.